# Дем'янчук Михайло Михайлович
Михайло Михайлович Дем'янчук (нар. 15 листопада 1971, с. Сновидів) — український футболіст, тренер, педагог.

## Життєпис
Народився 15 листопада 1971 року в Сновидові Бучацького району Тернопільської області, Україна.
Ази футболу вивчав у Бучацькій дитячій спортивній школі, де його тренером-наставником був Михайло Соломчак, колишній гравець бучацького «Колоса». Після закінчення 8-річки вступив до Львівського профтехучилища з футбольним профілем. Тренером був В. Білоцерківський.
Грав за «Карпати», «Автомобіліст» (1989 р., обидві Львів), «Авангард» (Рівне, 1989—1990 рр.), «Нива» (Тернопіль, 1991—1999 рр.), «Гайбесліна» (Німеччина), «USSR» (Велика Британія), «Агрон» (с. Товстолуг Тернопільського району).
За ФК «Нива» (Тернопіль) зіграв 192 матчі, забив 19 голів.